# Зуб та наслідки
Зуб та наслідки (англ. Tooth and Consequences) — третій сегмент 16-го епізоду 1-го сезону телевізійного серіалу «Зона сутінків».

## Сюжет
Доктор Майрон Мендел, головний герой епізоду, працює дантистом. Однак нормально виконувати свої професійні обов'язки йому заважає суто психологічна проблема — він дуже боїться своїх пацієнтів та свого робочого кабінету. Іншою причиною є звичайне небажання працювати за фахом. Все це пов'язано з тим, що він обрав собі професію стоматолога не за покликом душі, а через забаганку своїх батьків. Як наслідок, доктор Мендел почав консультуватися з психоаналітиком, однак це не допомагає йому перебороти свої страхи. Психоаналітик усіляко намагається примусити Мендела переступити через свою нерішучість та почати повноцінно працювати. В результаті лікар, частково переборовши себе, швидко заходить до свого кабінету та виганяє звідти всіх відвідувачів, порадивши їм знайти кращого спеціаліста й висловивши бажання жити серед ескімосів, у яких, на його думку, здорові зуби. Одна з відвідувачок, виходячи з кабінету, вголос шкодує ексімосів, а доктор Мендел з нею погоджується. Після цього лікар звільняє одну з медсестер, яка перед цим сама висловила бажання покинути його клініку, заявивши, що ще ніколи не працювала в такому гнітючому місці. В цей час до Мендела заходить ще одна відвідувачка, молода жінка на ім'я Лідія Біксбі, щоб знайти свій гребінець для розчісування волосся, який вона загубила в його кабінеті. Лікар хоче запросити її на побачення, однак вона відмовляє йому та одразу після цього покидає його робоче місце. Чоловік намагається покінчити життя самогубством, вирішивши, що він з'їхав з глузду, однак зробити це йому завадив таємничий незнайомець, який представився «зубним ельфом». Доктор Мендел ще більше засумнівався в своєму морально-психічному здоров'ї, вирішивши, що це все галюцинації, однак ельф виявився справжнім. Він запропонував лікареві виконати його бажання. Доктор Мендел загадує, щоб відвідувачі його любили, а також робить прохання особистого плану — щоб Лідія Біксбі закохалася в нього. Зубний ельф швидко виконує бажання лікаря. Після цього кількість відвідувачів клініки доктора Мендела значно зросла, а в самого дантиста розпочалися романтичні стосунки з Лідією Біксбі. Всі відвідувачі щиро хвалять доктора, стверджуючи, що ніколи не мали справу з кращим спеціалістом, ніж він, Однак це не допомагає Менделові перебороти свої сумніви та страхи. В результаті він тікає від усіх та потрапляє до вагону поїзда, де, як виявилося, знаходяться його колеги по професії. Вони в свій час також мали справу з тим самим «зубним ельфом» та залишилися невисокої думки про нього. Разом з ними доктор Майрон Мендел і від'їжджає, покинувши свою клініку, відвідувачів та кохану жінку Лідію Біксбі.

## Заключна оповідь
«Жінки не люблять чоловіків, які кажуть „а тепер сплюньте“. Гарний приклад тому Майрон Мендел, він заручився допомогою ельфа та попросив кохання, коли йому варто було просити пощади».

## Цікаві факти
- Епізод триває менше п'ятнадцяти хвилин.
- Епізод не має оповіді на початку.

## Ролі виконують
- Девід Бірні — доктор Майрон Мендел
- Кеннет Марс — зубний ельф
- Олівер Кларк — психоаналітик Волтер Пінкгем
- Тереза Гензел — Лідія Біксбі
- Пеґґі Поуп — місіс Шульман
- Майна Колб — місіс Тейлор
- Джейн Ролстон — реєстратор
- Ермаль Вільямсон — містер Франк
- Мартін Азаров — чоловік
- Вільям Ютей — волоцюга
- Нет Бернстайн — другий волоцюга
- Джек Ліндайн — третій волоцюга
- Рон Росс — четвертий волоцюга

## Прем'єра
Прем'єрний показ епізоду відбувся у Великій Британії та США 31 січня 1986.